# Serra Pelada (Granera)
La Serra Pelada és una serra del terme municipal de Granera, a la comarca del Moianès. És a la part central-nord del terme, al nord de l'Agulló i al sud de la Manyosa, masies que queden separades precisament per la Serra Pelada. És al nord-est del Barri de Baix, a llevant de la Roca de l'Àliga.